# Vitali Bubon
Vitali Stepanovych Bubon –en ucraniano, Віталій Степанович Бубон– (20 de julio de 1983) es un deportista ucraniano que compitió en judo. Ganó una medalla de plata en el Campeonato Mundial de Judo de 2005, en la categoría de –100 kg.

## Palmarés internacional
| Campeonato Mundial | Campeonato Mundial | Campeonato Mundial | Campeonato Mundial |
| Año                | Lugar              | Medalla            | Categoría          |
| ------------------ | ------------------ | ------------------ | ------------------ |
| 2005               | El Cairo (Egipto)  | Medalla de plata   | –100 kg            |